# Bjørn Wiinblad
Bjørn Wiinblad, född 20 september 1918 i Köpenhamn, död där 9 juni 2006, var en dansk formgivare, illustratör och konstnär. Han arbetade  med måleri, formgivning, keramik, silver, brons, textilier och grafik.

## Biografi
Wiinblad arbetade bland annat som affischtecknare på Nymølle Fajancefabrik och knöts 1947 även till den amerikanska ambassaden i Paris som affischdesigner. Senare illustrerade han även Köpenhamns berömda Tivolis affischer och många andra aktiviteter i Danmark. 
Sent i sin karriär, 1988, designade han även de paralympiska spelen i Seoul, New World Symphony Orchestra Academy i Miami och den danska balettsällskapet Den Kongelige Ballets gästspel på Metropolitan Opera i New York, också 1988. 
Wiinblads arbete kännetecknas av nyckfull runda ansikten med mandelformade ögon och trekantiga näsor. De var ofta klädda i vag 1800-talsdräkt. De är ofta omgivna av naturliga element såsom slingrande vinstockar, blommor, kransar och fantastiska träd. När Wiinblad använde färg, gjorde han det med stor tillförsikt. Hans färger är mättade och starka - ibland
nästan psykedeliska - och ofta kompletterade med metalliskt guld eller silver.
Wiinblads illustration av H. C. Andersens Svinaherden vann en utmärkelse från American Library Association och blev även till en kort animerad film 1986.
Wiinblad var även en viktig designer för Rosenthal porslin företaget. Hans mest populära Rosenthal servis design, Romantik (Romanze), var en typisk Wiinblad design i termer av dess otroliga nivå av fina dekorativa detaljer. Från och med 1971 designade han även en årlig jubileumsjultallrik för Rosenthal. Wiinblad ritade också keramiska stycken för Nymølle, en dansk keramik.
Museer världen över har Wiinblads arbete i sina samlingar. Bland dessa är Victoria and Albert Museum i London, Museum of Modern Art i New York och Stockholms Nationalmuseum. Hans stora keramik och gobelänger har använts för hotelldekorationer i Japan och USA. Exempel på hans på uppdrag var att som utvecklare hos Trammell, utforma fem massiva Scheherazade gobelänger för Dallas International Apparel Mart, där de visades från 1973 till byggnaden stängdes 2004. Wiinblad tilldelades
American-Scandinavian Foundations kulturpris 1995.
Wiinblad finns även representerad vid bland annat Nationalmuseum i Stockholm, Victoria and Albert Museum, Museum of Modern Art, Norges Olympiske Museum, 
Sverresborg Trøndelag Folkemuseum, Telemark Museum, Vejen Kunstmuseum, ARoS Aarhus Kunstmuseum och Röhsska museet.